# Tudo Novo (álbum de Belo)
Tudo Novo é um álbum de estúdio do cantor e compositor brasileiro Belo, lançado em setembro de 2013 pela Sony Music. O álbum possui 16 faixas, o primeiro single do álbum é a canção "Fica Mais Relax".

## Faixas
| N.º | Título                      | Duração |  |
| 1.  | "Nos Desejos de uma Paixão" | 3:35    |  |
| 2.  | "Um Herói"                  | 4:47    |  |
| 3.  | "A Gente Faz Amor"          | 3:17    |  |
| 4.  | "Vi Amor no Seu Olhar"      | 3:22    |  |
| 5.  | "Teu Refém"                 | 3:23    |  |
| 6.  | "Provocação"                | 3:26    |  |
| 7.  | "Menina Linda"              | 3:20    |  |
| 8.  | "Mundo de Paz"              | 3:40    |  |
| 9.  | "O Dia Pra Você"            | 3:36    |  |
| 10. | "Meia Luz"                  | 3:54    |  |
| 11. | "Onde Bate Fica"            | 3:13    |  |
| 12. | "Olhando os Retratos"       | 3:48    |  |
| 13. | "À Deriva"                  | 4:05    |  |
| 14. | "Prometo"                   | 2:59    |  |
| 15. | "Fica Mais Relax"           | 3:22    |  |
| 16. | "Eu Aprendi"                | 3:08    |  |